# Ціп'як бичачий
Ціп'як бичачий (Taenia saginata, Taeniarhynchus saginatus, ще — ціп'як неозброєний, застаріле — гладкий глист, воло́ва глиста) — паразитичний черв із класу цестод, який заражає велику рогату худобу та людину. Цей гельмінт спричиняє в людини захворювання — теніаринхоз, уражаючи при цьому травну систему. Паразит поширений повсюдно, особливо широко — у країнах Африки, Близького Сходу, Середньої Азії, Південно-Східній Азії, Південної Америки. Трапляється нечасто в окремих регіонах Південної і Східної Європи, відповідно і в Україні.

## Етимологія
Назва Taeniarhynchus saginatus (Taenia saginata) утворена комбінацією слів — лат. Taenia - стрічка, rhynchus - морда, saginatis - провислий.

## Класифікація
Збудника інвазії, зумовленої бичачим ціп'яком, Taenia saginata або Taeniarhynchus saginatus відносять до роду Taenia, родини Ціп'яки, класу Cestoidea, типу Plathelminthes. Також відносять бичачого ціп'яка до біогельмінтів.

## Будова

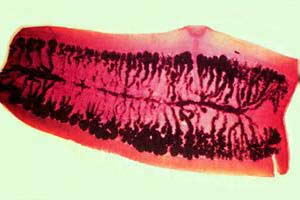
Проглотида ціп'яка бичачого.

### Будова тіла
Є великим стрічковим гельмінтом завдовжки до 6-10 метрів. Це один із 3-х гельмінтів людини в Україні, який може бути помічений самою інвазованою людиною. Має на голівці лише чотири присоски, саме тому його називають неозброєним (на відміну від ціп'яка свинячого, якого називають озброєним). Сколекс (голівка) гельмінта настільки досконало сформована, що дозволяє гельмінту міцно втримуватися в тонкій кишці і ефективно протидіяти хвилям перистальтики, які прагнуть викинути його назовні. Стробіла (тіло) складається з великої кількості (1000 і більше) тісно пов'язаних між собою сегментів — проглотид (або члеників).

### Статева система
Кожна проглотида має в собі самостійну систему статевих органів, які формуються в певній послідовності. Спочатку з'являються зародки чоловічої, а потім жіночої статевої системи, через що проглотиди стають гермафродитними. Запліднення відбувається або перехресно (між сусідніми проглотидами) або частіше в одній й тій же проглотиді, де є обидва статеві апарати. В міру подальшого зростання чоловічі залози дегенерують, а жіночі сягають цілковитого розвитку і формують зрілі яйця, які скупчуються у спеціальному органі — матці. У найбільш дистальних (дальніх) від сколексу проглотидах, які містять матку, що переповнена яйцями, зникають і жіночі залози.

### Особливості життєдіяльності кінцевих проглотид
Такі проглотиди здатні відділятися від стробіли і активно виходити в зовнішнє середовище з кишки. Зрілі проглотиди за забарвленістю та формою нагадують домашню локшину, розмірами завдовжки до 2 см, завширшки до 0,5 см, містять всередині понад 140 000 яєць кругло-овальної форми, всередині яких є зародок (онкосфера). Яйця бичачого ціп'яка морфологічно неможливо відрізнити при світловій мікроскопії від яєць інших теніїд, тому для діагностиці гельмінтоза потрібно дослідження виключно окремих проглотид або обривків стробіли.

### Нервова система
Бичачий ціп'як, як й інші цестоди, не має порожнин тіла, а внутрішні органи розташовані в пухкій клітинній паренхімі, нервову систему складають головний сколексний вузол і поздовжні нервові стовбури.

### Живлення гельмінта
Травна система в бичачого ціп'яка відсутня, поживні речовини всмоктуються усією поверхнею тіла за допомогою мікроворсинок, що покривають всю стробілу ззовні. В його тканинах присутні особливі протеолітичні ферменти, які сприяють перетравленню тієї їжі, яка поступає в кишку людини. Так сформований бичачий ціп'як здатний вкрасти в людини багато поживних речовин, що може призвести навіть до виникнення аліментарної дистрофії. Екскреція решток їжі з тіла бичачого ціп'яка відбувається за допомогою складної системи збиральних трубок. Здоровий сформований бичачий ціп'як виділяє антикіназу, яка нейтралізує ферменти підшлункової залози людини, через що гельмінт успішно протистоїть перетравленню людською травною системою, проте будь-яке пошкодження гельмінта (в тому числі, параліч рухливості його проглотид) призводить до втрати такої стійкості, такий паразит буде перетравлений.
Детальніші відомості з цієї теми ви можете знайти в статті Цестоди.

## Цикл розвитку

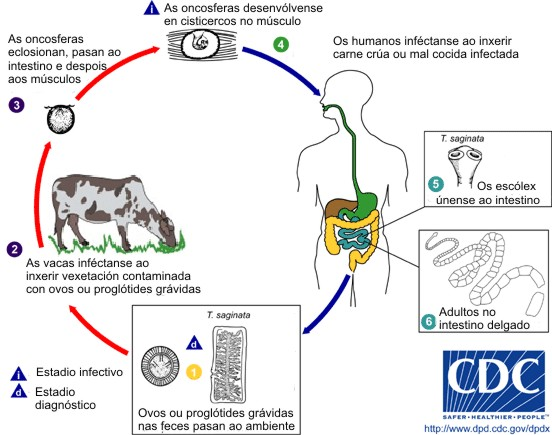
Життєвий цикл Taenia saginata.

Людина є кінцевим хазяїном гельмінта. Проміжним хазяїном є велика рогата худоба. Зараження людей бичачим ціп'яком відбувається під час використання в їжу недостатньо термічно обробленого м'яса, в'яленої або солоної зараженої яловичини (особливо телятини). Розвиток бичачого ціп'яка відбувається зі зміною хазяїв. При паразитуванні дорослих особин гельмінта в кишці людини проглотиди, які відокремилися від стробіли ціп'яка, активно виповзають, тому що мають автономну скорочувальну м'язову тканину, з кишки у зовнішнє середовище, здатні там рухатися на великі відстані, при висиханні вивільнюють яйця та контамінують ними рослини. Така рушійна активність проглотид необхідна гельмінту, тому що подальший розвиток проходить в організмі травоїдних тварин. Виділення проглотид з кишки людини відбувається вже через 2,5-4 місяці від моменту зараження. У яйцях за цей період відбувається дозрівання онкосфери. Разом із травою проглотиди або вже їхні яйця заковтує худоба. Ті потрапляють у травний тракт великої рогатої худоби, де внаслідок дії грубої травної поверхні трикамерного шлунку та його соку вони розкриваються, а з них виходять онкосфери, які за допомогою гаків проникають у капіляри стінки дванадцятипалої кишки, а потік крові розносить їх по організму. Основна маса онкосфер осідає в міжм'язовій сполучній тканини, де перетворюється на фіну (цистицерк — личинку, яка містить лише 1 сколекс). Фіни зберігають інвазійність у тканинах великої рогатої худоби протягом 6-9 місяців.
При попаданні фін всередині яловичини в травній системі людини цистицерк звільняється від оболонок, прикріплюється за допомогою присосок до слизової оболонки проксимального відділу |тонкої кишки і починається формування стробіли з проглотидами. Бичачі ціп'яки, як й  інші цестоди, є гермафродитами, які запліднюються або перехресно (між сусідніми проглотидами) або в одній й тій же проглотиді, де є обидва статеві апарати. Бичачий ціп'як може паразитувати в організмі людини декілька десятків років.

## Клінічні прояви ураження людини бичачим ціп'яком
Головною клінічною ознакою цього гельмінтоза є активне виповзання проглотид через анус з кишки назовні, що помічають хворі переважно вранці, коли ці проглотиди активно рухаються по постільній білизні. Іноді це відбувається і вдень, наприклад при виконанні роботи, при якій використовують м'язи живота, при виконанні танцю тощо.
Детальніші відомості з цієї теми ви можете знайти в статті Теніаринхоз.

## Лікування і профілактика
Боротьбу з теніаринхозом і поширенням самого гельмінта проводять шляхом виявлення й лікування хворих людей, а також за допомогою проведення загальних санітарно-побутових заходів. Велике значення має виявлення й вибракування заражених цистицерками особин великої рогатої худоби. Ці заходи сприяють запобіганню зараженню тварин личинковими формами паразита. З метою викорінення цієї хвороби необхідно виявляти і лікувати хворих людей з обов'язковим додатковим знезаражуванням фекалій, не використовувати м'ясо, яке не пройшло ветеринарно-санітарного контролю, піддавати термічній обробці м'ясо, яким планують харчуватися, проводити санітарно-просвітницьку роботу серед населення.
Детальніші відомості з цієї теми ви можете знайти в статті Теніаринхоз.